# 福田汽车站
22°32′6″N 114°00′29″E / 22.53500°N 114.00806°E

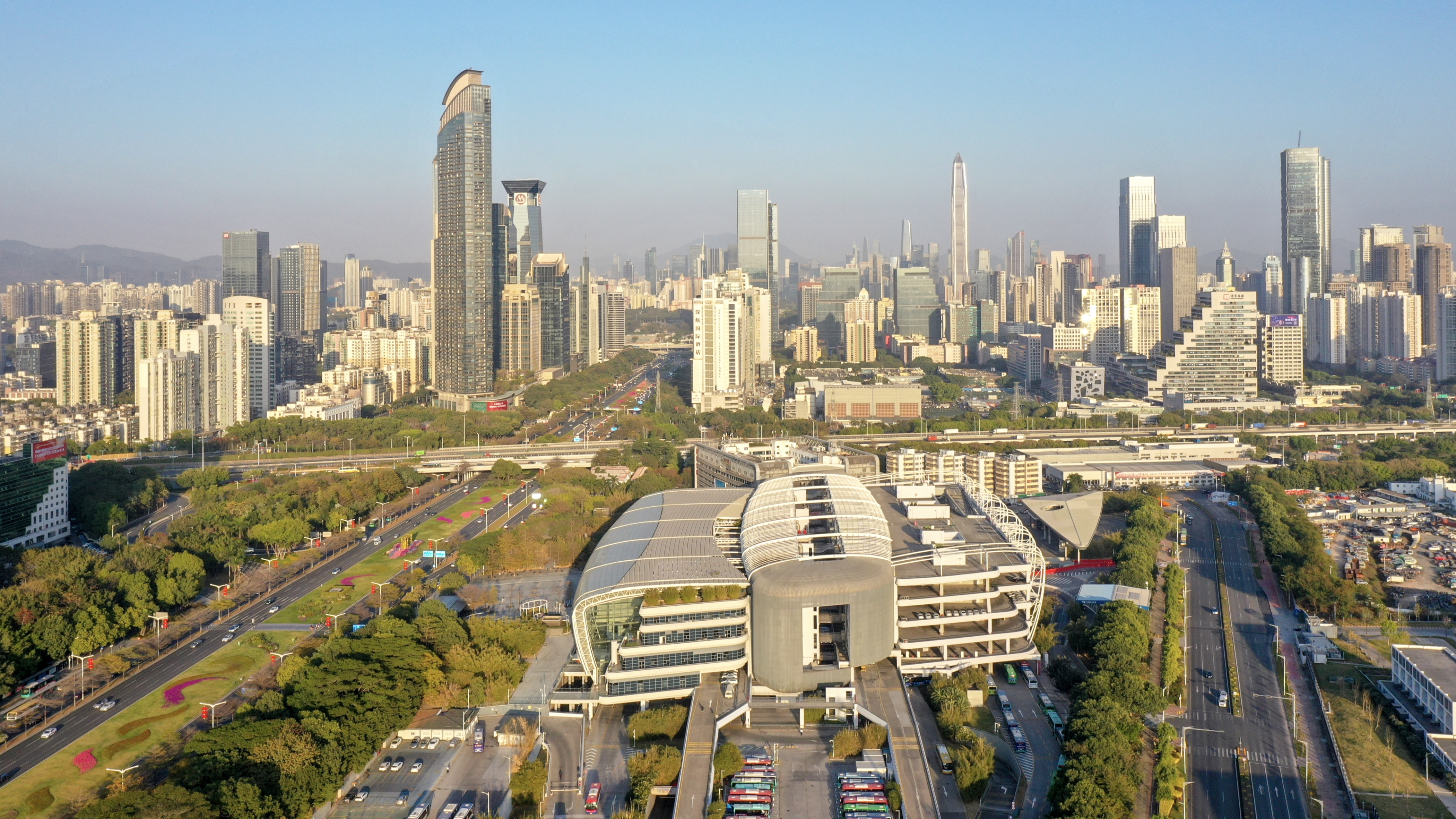
位于深南大道（左，纵向）与广深高速（横向）交接的竹子林立交西侧的福田汽车客运站

福田汽车站也称福田长途汽车站，是位于深圳市福田区的一处公共汽车长途客运枢纽。地处车公庙及深南大道、广深高速公路与滨海（滨河）大道交汇处，与深圳地铁1号綫竹子林站相连。

## 历史

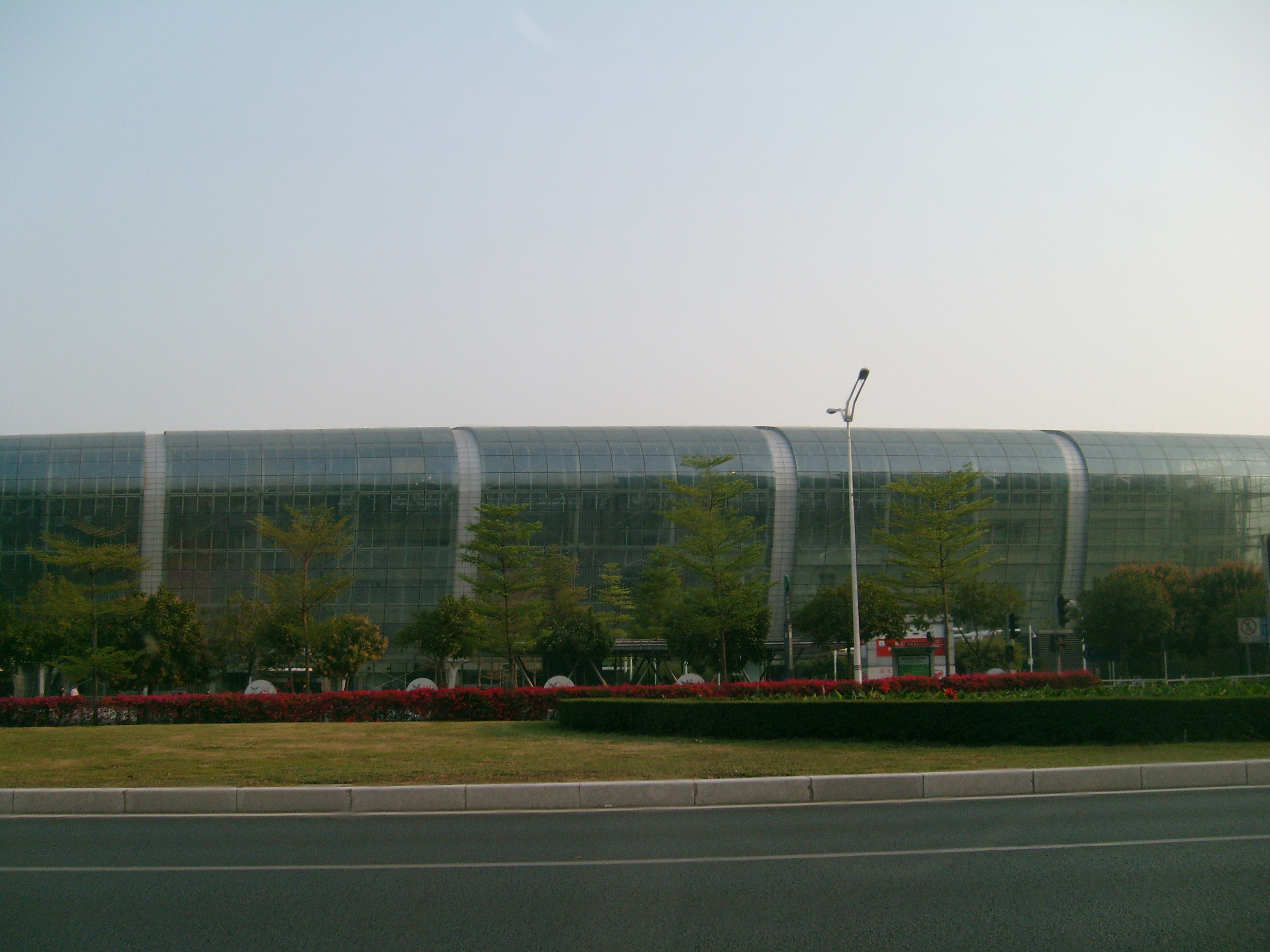
车站正门

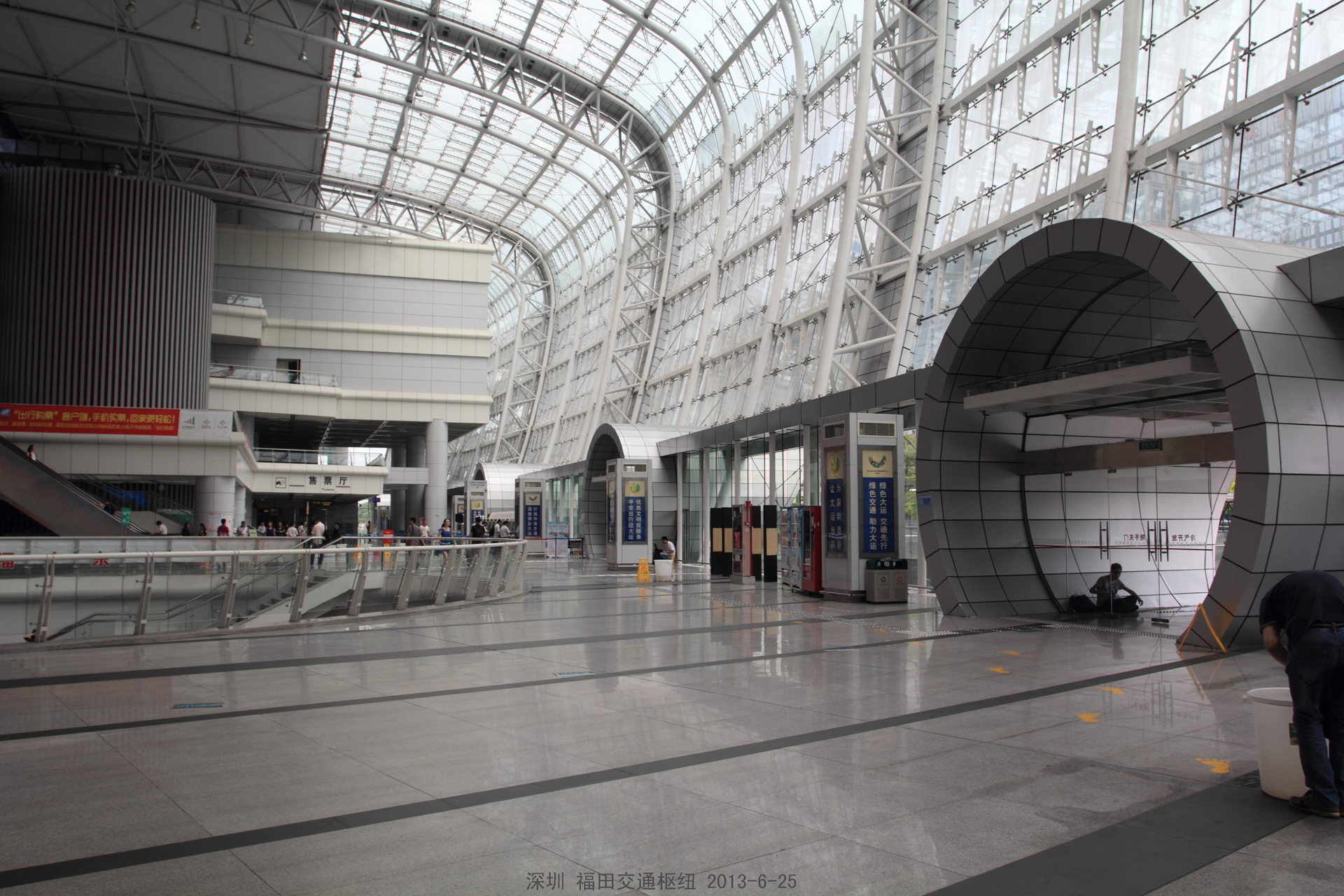
车站大厅内

车站成立于1988年2月，第一代站址设在深南中路上海宾馆西南面，为临时性场站，由深圳汽车运输公司经营。1989年2月，车站改由市交通运输服务公司管理。
1993年1月，位于福田区车公庙的现址破土动工，1994年竣工。汽车站大楼总造价为1.05亿元，占地2.1万平方米，2楼候车售票大厅面积为2800平方米，按日均发送1.5万人次的标准设计，是国家一级汽车站。
1995年，车站分别在福田南和上梅林设置售票点，同年4月18日，正式迁入现址。
进入21世纪，深圳市政府决定将福田汽车站升级成综合性交通枢纽，另在旁边新修枢纽大楼，将汽车客运功能搬入，地下室与竹子林站相贯通。
2005年1月28日开工建设，至2007年12月28日投入试运营。
新大楼落成后，福田汽车站又称福田综合换乘枢纽，是深圳市第一个具备车港功能的综合交通枢纽。也是深圳第一个城市公共交通，地下轨道交通、长途客运、出租车及社会车辆于一体，无缝接驳的立体式交通枢纽换乘中心。

## 接驳交通

### 軌道交通
- 1号綫竹子林站

### 公交
- 64	華港新村 ⇆	福田交通樞紐
- 303 布吉三聯村	⇆ 福田交通樞紐
- 322 平湖華南城 ⇆ 福田交通樞紐
- 377 南嶺 ⇆ 福田交通樞紐
- E6	龍崗同心 ⇆	福田交通樞紐